# Giordania ai Giochi della XXX Olimpiade
La Giordania ha partecipato ai Giochi della XXX Olimpiade di Londra che si sono svolti dal 27 luglio al 12 agosto 2012. È stata la 9ª partecipazione consecutiva dei suoi atleti ai giochi olimpici estivi dal debutto all'edizione di Mosca 1980.
Gli atleti della delegazione giordana sono stati 9 (5 uomini e 4 donne), in 5 discipline. Alla cerimonia di apertura la portabandiera è stata la taekwondoka Nadin Dawani, mentre il portabandiera della cerimonia di chiusura è stato un altro taekwondoka, Mohammad Abu-Libdeh.
Nel corso della manifestazione la Giordania non ha ottenuto alcuna medaglia.

## Partecipanti
| Sport            | Uomini | Donne | Totale |
| ---------------- | ------ | ----- | ------ |
| Atletica Leggera | 1      | 1     | 2      |
| Equitazione      | 1      | 0     | 1      |
| Nuoto            | 1      | 1     | 2      |
| Pugilato         | 1      | 0     | 1      |
| Taekwondo        | 1      | 2     | 3      |
| Totale           | 5      | 4     | 9      |

## Atletica leggera
| Q | Qualificato al turno successivo per la posizione in qualificazione                                                           |
| q | Qualificato per il turno successivo per ripescaggio o, negli eventi su campo, conquistando la misura minima per qualificarsi |

### Maschile
Eventi di corsa su pista e strada
| Atleta            | Evento   | Finale    | Finale    |
| Atleta            | Evento   | Risultato | Posizione |
| ----------------- | -------- | --------- | --------- |
| Methkal Abu Drais | Maratona | 2h 21'00" | 56°       |

### Femminile
Eventi di corsa su pista e strada
| Atleta    | Evento | Batteria  | Batteria  | Quarti di finale | Quarti di finale | Semifinale      | Semifinale      | Finale          | Finale          |
| Atleta    | Evento | Risultato | Posizione | Risultato        | Posizione        | Risultato       | Posizione       | Risultato       | Posizione       |
| --------- | ------ | --------- | --------- | ---------------- | ---------------- | --------------- | --------------- | --------------- | --------------- |
| Rima Taha | 100 m  | 12"66     | 6ª        | non qualificata  | non qualificata  | non qualificata | non qualificata | non qualificata | non qualificata |

## Equitazione

### Salto ostacoli
| Atleta           | Cavallo | Gara        | Qualificazione | Qualificazione | Qualificazione  | Qualificazione  | Qualificazione  | Qualificazione  | Qualificazione  | Qualificazione  | Finale          | Finale          | Finale          | Finale          | Finale          | Totale   | Totale    |
| Atleta           | Cavallo | Gara        | 1º turno       | 1º turno       | 2º turno        | 2º turno        | 2º turno        | 3º turno        | 3º turno        | 3º turno        | Round A         | Round A         | Round B         | Round B         | Round B         | Totale   | Totale    |
| Atleta           | Cavallo | Gara        | Penalità       | Posizione      | Penalità        | Totale          | Posizione       | Penalità        | Totale          | Posizione       | Penalità        | Posizione       | Penalità        | Totale          | Posizione       | Penalità | Posizione |
| ---------------- | ------- | ----------- | -------------- | -------------- | --------------- | --------------- | --------------- | --------------- | --------------- | --------------- | --------------- | --------------- | --------------- | --------------- | --------------- | -------- | --------- |
| Ibrahim Bisharat | Vrieda  | Individuale | 12             | =67°           | non qualificato | non qualificato | non qualificato | non qualificato | non qualificato | non qualificato | non qualificato | non qualificato | non qualificato | non qualificato | non qualificato | 12       | =67°      |

## Nuoto e sport acquatici

### Nuoto
Maschile
| Atleta       | Evento            | Batterie | Batterie   | Semifinali      | Semifinali      | Finale          | Finale          |
| Atleta       | Evento            | Tempo    | Classifica | Tempo           | Classifica      | Tempo           | Classifica      |
| ------------ | ----------------- | -------- | ---------- | --------------- | --------------- | --------------- | --------------- |
| Kareem Ennab | 50 m stile libero | 24"09    | 37º        | non qualificato | non qualificato | non qualificato | non qualificato |

Femminile
| Atleta        | Evento            | Batterie | Batterie   | Semifinali      | Semifinali      | Finalekm        | Finalekm        |
| Atleta        | Evento            | Tempo    | Classifica | Tempo           | Classifica      | Tempo           | Classifica      |
| ------------- | ----------------- | -------- | ---------- | --------------- | --------------- | --------------- | --------------- |
| Talita Baqlah | 50 m stile libero | 27"45    | 45ª        | non qualificata | non qualificata | non qualificata | non qualificata |

## Pugilato
Maschile
| Atleta           | Evento                     | Sedicesimi            | Ottavi di finale          | Quarti di finale     | Semifinali           | Finale               | Pos. |
| Atleta           | Evento                     | Avversario Risultato  | Avversario Risultato      | Avversario Risultato | Avversario Risultato | Avversario Risultato | Pos. |
| ---------------- | -------------------------- | --------------------- | ------------------------- | -------------------- | -------------------- | -------------------- | ---- |
| Ihab Al-Matbouli | Pesi mediomassimi (-81 kg) | L. Lawal (NGR) V 19-7 | J.C. la Cruz (CUB) P 8-25 | non qualificato      | non qualificato      | non qualificato      | 9º   |

## Taekwondo
Maschile
| Atleta              | Evento | Ottavi                     | Quarti                 | Semifinale           | Ripescaggio Turno 1  | Ripescaggio Turno 2  | Finale               | Classifica      |
| Atleta              | Evento | Avversario Risultato       | Avversario Risultato   | Avversario Risultato | Avversario Risultato | Avversario Risultato | Avversario Risultato | Classifica      |
| ------------------- | ------ | -------------------------- | ---------------------- | -------------------- | -------------------- | -------------------- | -------------------- | --------------- |
| Mohammad Abu-Libdeh | −68 kg | I. Mohammad (NGR) V (13-1) | D. Silva (BRA) P (5-7) | non qualificato      | non qualificato      | non qualificato      | non qualificato      | non qualificato |

Femminile
| Atleta       | Evento | Ottavi                     | Quarti               | Semifinale           | Ripescaggio Turno 1  | Ripescaggio Turno 2  | Finale               | Classifica      |
| Atleta       | Evento | Avversario Risultato       | Avversario Risultato | Avversario Risultato | Avversario Risultato | Avversario Risultato | Avversario Risultato | Classifica      |
| ------------ | ------ | -------------------------- | -------------------- | -------------------- | -------------------- | -------------------- | -------------------- | --------------- |
| Raya Hatahet | −49 kg | J. Alegría (MEX) P (1-12)  | non qualificata      | non qualificata      | non qualificata      | non qualificata      | non qualificata      | non qualificata |
| Nadin Dawani | +67 kg | M. Konjeva (UKR) P (13-18) | non qualificata      | non qualificata      | non qualificata      | non qualificata      | non qualificata      | non qualificata |